# جرج بریجمن
جرج برانت بریجمَن (۱۸۶۵-۱۹۴۳) نقاش، نویسنده کانادایی – آمریکایی آموزگار در زمینه‌ٔ آناتومی و طراحی فیگور بود.بریجمن در لیگ دانش جویان هنر نیویورک ۴۵ سال آموزش می داد.

## زندگی و کار
در جوانی بریجمن در مدرسه هنرهای زیبای پاریس نزد نقاش و مجسمه ساز ژان لئون ژروم و سپس گوستاو بولانژه آموخت. او بیشتر عمرش را در نیویورک بود و درلیگ دانش جویان هنر نیویورک آناتومی و طراحی فیگورآموزش می داد.
از بین هزاران شاگردش می‌توان از ویل آیزنر و نورمن راک‌ول نام برد. راک‌ول در زندگینامه اش به بزرگی از بریجمن یاد می‌کند. جانشین بریجمن درلیگ دانش جویان هنر نیویورک رابرت بِورلی هِیل بود.
بریجمن از مکعب برای نشان دادن سر، سینه ،لگن خاصره استفاده می کرد و با اتصال آن‌ها بهم فرم ساده شدهٔ بدن را می ساخت.

## شاگردان سرشناس
از جمله هنرمندانی که نزد او آموزش دیدند فرانک رایلی، مک کله لاند بارکلی، امیلی نیوتون بارتو، اندرو لومیز، ارل موران، برانک مک کارتی، کلارک هولینگز و ویل آیزنر و نورمن راک‌ول هستند.

## کتابها
بسیاری از کتابهایی که بریجمن در بارهٔ آناتومی برای هنرمندان نوشته هنوز نشر دور (Dover) چاپ می‌شوند.
- راهنمای کامل بریجمن برای طراحی از مدل زنده.
- آناتومی ساختاری
- کتاب یکصد دست
- ماشین انسان